# Jhon Jairo Sánchez
Jhon Jairo Sánchez (Manta, Ecuador; 30 de julio de 1999) es un futbolista ecuatoriano. Juega de extremo y su equipo actual es el Club Guaraní de la Primera División de Paraguay.

## Trayectoria
John Jairo Sánchez vive en Independiente del Valle el sueño que tenía de niño. En su natal Manta aspiraba a ser futbolista profesional. Jugaba con sus amigos, especialmente su mejor amigo Marcos Franco, en las calles del barrio El Paraíso a hacerle goles a los clubes más grandes del país. Pero para que esa meta se cumpliera, tuvo que vivir un largo proceso. 
El manabita pasó por Segunda Categoría y Serie B antes de ser protagonista en la LigaPro. Creció viendo a Efrén Mera -su compañero en Independiente del Valle- jugar con su hermano Joao en el colegio Juan Montalvo de su ciudad. “Empecé a jugar en el Sandino de Manta. Hice todas las formativas en Manabí. Pasé por la Juventus y por el Grecia antes de ir a un club de Serie B”, recuerda Sánchez. 
El primer contacto con su actual club fue en un torneo Sub-14. El extremo manabita defendía al Grecia en la final en el que el cuadro chonero se impuso ante los rayados. Ese título le abriría, un año después, las puertas del Manta Fútbol Club. Con el cuadro atunero jugó 7 partidos en la Serie B y en el 2013 estuvo en la banca de suplentes en la Serie A, justamente en el juego que se disputó en el estadio Rumiñahui, ante Independiente del Valle. 
En el 2017, los rayados se interesaron en sus servicios. El extremo por derecha jugó en la Reserva y el año pasado obtuvo su primer título con el Independiente Juniors, la filial de los de Sangolquí, que se proclamó campeona en Segunda Categoría. “Haber pasado por la filial me sirvió para estar ahora en primera. Aprendí mucho en Segunda”, aseguró el manabita. El DT Juan Carlos León experimentó con él en la cancha. Con los Juniors jugó de enganche, una posición extraña para Sánchez, quien creció desbordando por la banda derecha. El último pase bien ejecutado: esa fue la virtud que vio León en Sánchez. Por eso le pidió que jugara más por el centro. Así lo hizo en la Copa Libertadores Sub-20  del año pasado y en Segunda. Su velocidad y sus movimientos dentro de la cancha llamaron la atención del DT español Ismael Rescalvo. El sevillano, ahora DT de Emelec, fue quien le propuso que se uniera al equipo de primera. Desde entonces ha peleado por quedarse con la titularidad. En esta temporada lleva 838 minutos en la Liga Pro y 407 en la Copa Sudamericana. En ambos torneos registra un gol. “No soy de los que hace muchos goles. Prefiero habilitar a mis compañeros. El que más ha ‘aprovechado’ mis desbordes es Cristian Dájome. Con él me entiendo bien”, asegura el mediocampista. Con el DT Miguel Ángel Ramírez ha tenido más espacio en el primer equipo. Con el también español se ganó la titularidad en el torneo local y en la Copa Sudamericana. “Soñaba con jugar algún torneo internacional, pero no me imaginé que fuera tan pronto. Este es mi primer año en el primer equipo de Independiente y ya estoy en semifinales”, aclara el volante extremo.
El 30 de agosto de 2021 fue anunciado por el Vasco da Gama del Brasileirão Serie B.
El 6 de diciembre fue anunciada su transferencia al Club Sport Emelec de la Serie A de Ecuador, en una venta del 80% de los derechos económicos y 100% de los derechos federativos del jugador en un contrato por dos temporadas. En diciembre de 2024 extendió su vínculo con el bombillo hasta finales de 2026.

## Selección nacional

### Categorías inferiores

#### Participaciones en Sudamericanos
| Campeonato                              | Sede     | Resultado    | Partidos | Goles |
| --------------------------------------- | -------- | ------------ | -------- | ----- |
| Preolímpico Sudamericano Sub-23 de 2020 | Colombia | Primera fase | 4        | 0     |

## Estadísticas

### Clubes
Actualizado al último partido disputado el 17 de agosto de 2025.
| Club                              | Temporada     | Liga          | Liga  | Liga  | Copas nacionales | Copas nacionales | Copas internacionales | Copas internacionales | Otras | Otras | Total | Total |
| Club                              | Temporada     | Div.          | Part. | Goles | Part.            | Goles            | Part.                 | Goles                 | Part. | Goles | Part. | Goles |
| --------------------------------- | ------------- | ------------- | ----- | ----- | ---------------- | ---------------- | --------------------- | --------------------- | ----- | ----- | ----- | ----- |
| Manta F. C. · Ecuador             | 2015          | 2.ª           | 7     | 0     | —                | —                | —                     | —                     | —     | —     | 7     | 0     |
| Manta F. C. · Ecuador             | 2016          | 2.ª           | 0     | 0     | —                | —                | —                     | —                     | —     | —     | 0     | 0     |
| Manta F. C. · Ecuador             | Total club    | Total club    | 7     | 0     | 0                | 0                | 0                     | 0                     | 0     | 0     | 7     | 0     |
| Alianza Cotopaxi · Ecuador        | 2018          | 3.ª           | 20    | 7     | 0                | 0                | —                     | —                     | —     | —     | 20    | 7     |
| Alianza Cotopaxi · Ecuador        | Total club    | Total club    | 20    | 7     | 0                | 0                | 0                     | 0                     | 0     | 0     | 20    | 7     |
| Independiente del Valle · Ecuador | 2017          | 1.ª           | 0     | 0     | 0                | 0                | 0                     | 0                     | —     | —     | 0     | 0     |
| Independiente del Valle · Ecuador | 2018          | 1.ª           | 0     | 0     | 0                | 0                | 0                     | 0                     | —     | —     | 0     | 0     |
| Independiente del Valle · Ecuador | 2019          | 1.ª           | 24    | 1     | 2                | 0                | 11                    | 3                     | —     | —     | 37    | 4     |
| Independiente del Valle · Ecuador | 2020          | 1.ª           | 25    | 2     | 0                | 0                | 10                    | 1                     | —     | —     | 35    | 3     |
| Independiente del Valle · Ecuador | 2021          | 1.ª           | 14    | 0     | 1                | 0                | 11                    | 3                     | —     | —     | 26    | 3     |
| Independiente del Valle · Ecuador | Total club    | Total club    | 63    | 3     | 3                | 0                | 32                    | 7                     | 0     | 0     | 98    | 10    |
| Vasco da Gama · Brasil            | 2021          | 2.ª           | 4     | 0     | 0                | 0                | —                     | —                     | 0     | 0     | 4     | 0     |
| Vasco da Gama · Brasil            | 2022          | 2.ª           | 1     | 0     | 0                | 0                | —                     | —                     | 5     | 0     | 6     | 0     |
| Vasco da Gama · Brasil            | Total club    | Total club    | 5     | 0     | 0                | 0                | 0                     | 0                     | 5     | 0     | 10    | 0     |
| C. S. Emelec · Ecuador            | 2023          | 1.ª           | 22    | 2     | 0                | 0                | 10                    | 0                     | 0     | 0     | 32    | 2     |
| C. S. Emelec · Ecuador            | 2024          | 1.ª           | 20    | 0     | 1                | 0                | 0                     | 0                     | 0     | 0     | 21    | 0     |
| C. S. Emelec · Ecuador            | 2025          | 1.ª           | 15    | 0     | 0                | 0                | 0                     | 0                     | 0     | 0     | 15    | 0     |
| C. S. Emelec · Ecuador            | Total club    | Total club    | 57    | 2     | 1                | 0                | 10                    | 0                     | 0     | 0     | 68    | 2     |
| Guaraní Paraguay                  | 2025          | 1.ª           | 5     | 1     | 0                | 0                | 0                     | 0                     | —     | —     | 5     | 1     |
| Guaraní Paraguay                  | Total club    | Total club    | 5     | 1     | 0                | 0                | 0                     | 0                     | 0     | 0     | 5     | 1     |
| Total carrera                     | Total carrera | Total carrera | 157   | 13    | 4                | 0                | 42                    | 7                     | 5     | 0     | 208   | 20    |
| 1. 2. 3.                          |               |               |       |       |                  |                  |                       |                       |       |       |       |       |

## Palmarés

### Campeonatos nacionales
| Título             | Club                    | País    | Año  |
| ------------------ | ----------------------- | ------- | ---- |
| Serie A de Ecuador | Independiente del Valle | Ecuador | 2021 |

### Campeonatos internacionales
| Título            | Club                    | Año  |
| ----------------- | ----------------------- | ---- |
| Copa Sudamericana | Independiente del Valle | 2019 |